# 三井アウトレットパーク 台中港
三井アウトレットパーク 台中港（みついアウトレットパーク たいちゅうこう、Mitsui Outlet Park 台中港）は、台湾台中市梧棲区台湾大道十段168號にある三井アウトレットパーク系列のアウトレットモールである。施設コンセプトは、「ENJOY THE VOYAGE OF STYLE」で海を感じながら心躍る楽しい時間を過ごせる開放的な商業空間を目指した。

## 概要
2016年6月21日に三井不動産が出店計画を発表し、2018年12月12日に開業した。三井不動産と三中港奧特萊斯股份有限公司が提携し、三井アウトレットパーク 台湾林口に続く2施設目の三井アウトレットパークとして誕生した。テナントは、台湾のアウトレット初出店19店舗を含む約170店舗。世界的なスポーツブランドや日系ブランド、そして台湾発のブランドなどが出店している。
台湾中部、台中市中心部から北東へ約20kmの港湾地区に位置し、港のコンテナをモチーフとして色鮮やかな建物で展開したオープンモールと、2階建てのエンクローズドモールも組み合わせたハイブリッドモールになっている。台中国際空港から約9kmにあるということで、無料WiFiサービスや大型スーツケースが収容可能なロッカーを設置するなど観光客向けのサービスも行っている。
当施設は本格的アウトレットモールとなっており、ラコステやリーバイス、ナイキなどのインターナショナルブランドや台湾発のラグジュアリーブランドSHIATZY CHEN(英語版)などが軒を連ねる。飲食店に関しては、飲食ゾーンとフードコートがあり、飲食ゾーンでは台湾でも人気のある猿田彦珈琲、串家物語、フードコートでは、鶏三和や宮武讃岐うどんなどが出店している。
また施設内には観覧車「台中之星」摩天輪（北海道小樽市のウイングベイ小樽にあった「レインボークルーザー」を移設）や体感24℃で楽しめる室温スキー場SNOW TOWN、日本企業が手掛ける室内遊園地のASOBI SQUAREなどアミューズメントも充実している。
2021年12月16日には第二期開業として約50店舗がオープンした。本開業ではストリートに大屋根を設置し、プロジェクションマッピングを使ったイベントの開催が可能になった。同時に人気観光地の高美濕地や最寄り駅の沙鹿車站とを結ぶ無料シャトルバスの運行を開始した。

## 沿革
- 2016年9月21日 : 三井不動産が出店計画を発表。
- 2017年8月21日 : 三井不動産が起工式を開催したことを発表。合わせて開業時期を2018年末と発表。
- 2018年10月1日 : 三井不動産が開業日を2018年12月12日と発表。
- 2018年12月12日 : 第一期開業。約170店舗がオープンした。
- 2020年11月25日 : 第二期開発計画着工を発表。
- 2021年11月4日 : 第二期増床計画が2021年12月16日に開業することを発表。
- 2021年12月16日 : 第二期開業。これにより店舗数が約220店舗に増加。

## 交通アクセス
- フォルモサ高速公路から車で約15分
- 台中国際空港から車で約25分
- 台湾高速鉄道台中駅から車で約45分

## 周辺施設
- 高美濕地